# Unterlangenegg
Unterlangenegg é uma comuna da Suíça, no Cantão Berna, com cerca de 918 habitantes. Estende-se por uma área de 6,81 km², de densidade populacional de 135 hab/km². Confina com as seguintes comunas: Buchholterberg, Fahrni, Homberg, Horrenbach-Buchen, Oberlangenegg, Wachseldorn.
A língua oficial nesta comuna é o Alemão.